# Yokosuka E5Y
Yokosuka E5Y Kiểu 90-3 là một loại thủy phi cơ trinh sát của một động cơ của Nhật Bản.

## Tính năng kỹ chiến thuật
Dữ liệu lấy từ navypedia.org
Đặc tính tổng quan
- Kíp lái: 2
- Chiều dài: 10,97 m (36 ft 0 in)
- Sải cánh: 14,5 m (47 ft 7 in)
- Chiều cao: 4,64 m (15 ft 3 in)
- Trọng lượng cất cánh tối đa: 2.900 kg (6.393 lb)

Hiệu suất bay
- Vận tốc cực đại: 183 km/h (114 mph; 99 kn)
- Vận tốc hành trình: 140 km/h (87 mph; 76 kn)
- Trần bay: 6.000 m (19.685 ft)

Vũ khí trang bị